# Cádis (cratera)
Cádis é uma cratera marciana. Tem como característica 1.5 quilômetros de diâmetro. Deve o seu nome a Cádis, uma cidade espanhola.